# Gouex
Gouex – miejscowość i gmina we Francji, w regionie Nowa Akwitania, w departamencie Vienne.
Według danych na rok 1990 gminę zamieszkiwały 513 osoby, a gęstość zaludnienia wynosiła 28 osób/km² (wśród 1467 gmin regionu Poitou-Charentes, Gouex plasuje się na 545. miejscu pod względem liczby ludności, natomiast pod względem powierzchni na miejscu 459.).